# Tella-Sin
Tella-Sin é um município da Espanha na província de Huesca, comunidade autónoma de Aragão, de área 90,32 km² com população de 290 habitantes (2007) e densidade populacional de 2,96 hab/km².

## Demografia
| Variação demográfica do município entre 1991 e 2004 | Variação demográfica do município entre 1991 e 2004 | Variação demográfica do município entre 1991 e 2004 | Variação demográfica do município entre 1991 e 2004 |
| --------------------------------------------------- | --------------------------------------------------- | --------------------------------------------------- | --------------------------------------------------- |
| 1991                                                | 1996                                                | 2001                                                | 2004                                                |
| 321                                                 | 293                                                 | 281                                                 | 267                                                 |